# Петраков, Александр Васильевич
Александр Васильевич Петраков (укр. Олександр Васильович Петраков, род. 6 августа 1957, Киев) — советский футболист и украинский тренер, выступал на позиции защитника. Заслуженный тренер Украины (2009). Заслуженный работник физической культуры и спорта Украины (2019). 
Является одним из ведущих украинских футбольных специалистов в детско-юношеском футболе. Как тренер в 2019 году стал чемпионом мира среди молодёжных команд.

## Игровая карьера
Воспитанник киевского «Динамо». В течение карьеры выступал на позиции защитника в составе ряда клубов из низших лиг советского футбола, а именно в командах зоны УССР: «Локомотив» (Винница), СКА (Киев), «Днепр» (Черкассы), «Авангард» (Ровно) и «Колос» (Никополь). Всего за свою 8-летнюю карьеру игрока сыграл более 250 официальных матчей (первая лига СССР — 46 матчей, вторая лига — 213 и кубок — 4 официальных матча). В разные годы неоднократно становился призёром чемпионата УССР.

## Тренерская карьера
Профессиональную тренерскую карьеру начал в запорожском «Торпедо», где входил в тренерский штаб в течение 1993—1994 годов, затем работал на аналогичной должности в ЦСКА-2 (Киев). В 1998 году возглавил вторую киевскую армейскую команду, которая в то время выступала в первой украинской лиге. Впоследствии тренировал других участников второго по рангу дивизиона Украины, а именно «Спартак» (Сумы) и «Винница».
В дальнейшем карьера Александра Васильевича была уже связана сугубо с детско юношеским футболом, сначала он работал тренером в ДЮСШ «Динамо» (Киев), а уже потом в РВУФК (Киев). С 2010 года работает главным тренером различных юношеских сборных Украины, где сумел достичь заметных для украинского футбола международных успехов. В 2014 и 2018 годах его подопечные были участниками юношеского чемпионата Европы до 19 лет, где в первый раз заняли 5-е место, а во второй раз улучшили свой результат, дойдя до полуфинала, и разделив в итоге 3-4 место. В 2016 году принял участие в юношеском чемпионате Европы до 17 лет.
Главным тренерским достижением Петракова является выступление на двух молодёжных чемпионатах мира. В 2015 году команда Петракова завершила выступление на стадии 1/8 финала, заняв в итоге 9-е место. Однако следующий чемпионат мира завершился триумфом украинской молодёжи: команда сумела стать чемпионом. Благодаря этому успеху Петраков вошёл в число 25 лучших в мире тренеров национальных сборных по версии МФФИИС по итогам 2019 года.
18 августа 2021 года был назначен исполняющим обязанности главного тренера национальной сборной Украины для подготовки к матчам отборочного турнира на чемпионат мира. 17 ноября 2021 года был официально утверждён главным тренером национальной сборной. Под его руководством в отборе на чемпионат мира 2022 года Украина завершила групповой этап двумя победами и тремя ничьими, в первой игре этапа плей-офф обыграла Шотландию (3:1), но в решающем матче проиграла сборной Уэльса со счетом 0:1 и не прошла в финальную часть ЧМ-2022. 31 декабря 2022 года контракт Петракова со сборной Украины истек.
14 января 2023 года стал главным тренером сборной Армении. В отборочном турнире на чемпионат Европы 2024 года в группе с Латвией, Турцией, Уэльсом и Хорватией, команда заняла 4 место и не попала на турнир. 13 октября 2024 года после поражения в матче Лиги Наций против сборной Северной Македонии был уволен с поста главного тренера сборной Армении.

## Достижения

### В качестве игрока
- Серебряный призёр чемпионата УССР: 1979
- Бронзовый призёр чемпионата УССР (2): 1978, 1981

### В качестве тренера
- Победитель молодёжного чемпионата мира: 2019

### Личные
- Заслуженный тренер Украины (2009)
- Заслуженный работник физической культуры и спорта Украины (2019)
- Тренер года в Армении: 2023[8]